# Heshan (socken i Kina)
Heshan (kinesiska: 鹤山乡, 鹤山) är en socken i Kina. Den ligger i provinsen Shandong, i den östra delen av landet, omkring 92 kilometer söder om provinshuvudstaden Jinan. Antalet invånare är 44226. Befolkningen består av 23 015 kvinnor och 21 211 män. Barn under 15 år utgör 17,0 %, vuxna 15-64 år 71 %, och äldre över 65 år 10,0 %.
Genomsnittlig årsnederbörd är 737 millimeter. Den regnigaste månaden är juli, med i genomsnitt 241 mm nederbörd, och den torraste är januari, med 6 mm nederbörd.